# Icinga
Icinga는 오픈 소스 컴퓨터 시스템 및 네트워크 모니터링 애플리케이션이다. 2009년 Nagios 시스템 모니터링 애플리케이션의 포크로서 처음 개발되었다.
Icinga는 Nagios의 개발 프로세스를 개선하는 작업을 하고 있으며 그 외에 현대적인 웹 2.0 스타일 사용자 인터페이스, 추가 데이터베이스 커넥터(MySQL, 오라클 데이터베이스, PostgreSQL), REST API 등 새로운 기능들을 추가하면서 관리자들이 Icinga 코어의 복잡한 수정 없이 수많은 확장 기능을 연동할 수 있게 되었다.

## 출시 역사
| 날짜             | 릴리스                     |
| ---------------- | -------------------------- |
| 2021년 9월 12일  | Icinga 2 v2.13.2           |
| 2019년 9월 19일  | Icinga 2 v2.11             |
| 2019년 3월 19일  | Icinga 2 v2.10.4           |
| 2019년 2월 26일  | Icinga 2 v2.10.3           |
| 2018년 11월 14일 | Icinga 2 v2.10.2           |
| 2018년 10월 18일 | Icinga 2 v2.10.1           |
| 2018년 10월 11일 | Icinga 2 v2.10.0           |
| 2018년 7월 24일  | Icinga 2 v2.9.1            |
| 2018년 7월 17일  | Icinga 2 v2.9.0            |
| 2018년 4월 25일  | Icinga 2 v2.8.4            |
| 2018년 4월 24일  | Icinga 2 v2.8.3            |
| 2018년 3월 22일  | Icinga 2 v2.8.2            |
| 2018년 1월 17일  | Icinga 2 v2.8.1            |
| 2017년 11월 17일 | Icinga 2 v2.8.0            |
| 2017년 11월 9일  | Icinga 2 v2.7.2            |
| 2017년 9월 21일  | Icinga 2 v2.7.1            |
| 2017년 8월 2일   | Icinga 2 v2.7.0            |
| 2016년 12월 13일 | Icinga 2 v2.6.0            |
| 2016년 8월 23일  | Icinga 2 v2.5.0            |
| 2015년 11월 16일 | Icinga 2 v2.4.0            |
| 2015년 3월 9일   | Icinga 2 v2.3.0            |
| 2014년 11월 19일 | 1.12                       |
| 2014년 11월 17일 | Icinga 2 v2.2.0            |
| 2014년 8월 29일  | Icinga 2 v2.1.0            |
| 2014년 6월 16일  | Icinga 2 v2.0.0            |
| 2014년 5월 16일  | Icinga 2 v0.0.11           |
| 2014년 4월 29일  | Icinga 2 v0.0.10           |
| 2014년 3월 31일  | Icinga 2 v0.0.9            |
| 2014년 3월 13일  | 1.11                       |
| 2014년 3월 11일  | Icinga 2 v0.0.8            |
| 2014년 2월 7일   | Icinga 2 v0.0.7            |
| 2013년 12월 19일 | Icinga 2 v0.0.6            |
| 2013년 12월 3일  | Icinga 2 v0.0.5            |
| 2013년 11월 12일 | Icinga 2 v0.0.4            |
| 2013년 10월 24일 | Icinga 2 v0.0.3            |
| 2013년 10월 24일 | 1.10                       |
| 2013년 7월 2일   | Icinga 2 v0.0.2            |
| 2013년 5월 7일   | 1.9                        |
| 2012년 10월 25일 | Icinga 2 v0.0.1            |
| 2012년 10월 18일 | 1.8                        |
| 2012년 5월 15일  | 1.7                        |
| 2011년 11월 30일 | 1.6                        |
| 2011년 8월 24일  | 1.5                        |
| 2011년 5월 11일  | 1.4                        |
| 2011년 2월 16일  | 1.3                        |
| 2010년 10월 13일 | Icinga Mobile              |
| 2010년 10월 6일  | 1.2                        |
| 2010년 8월 18일  | 1.0.3                      |
| 2010년 7월 30일  | 1.0.2 Core, 1.0.1 Web      |
| 2010년 3월 3일   | 1.0.1 Core, 0.9.1 Web Beta |
| 2009년 12월 16일 | 1.0 Core, 0.9.1 Web Alpha  |
| 2009년 10월 28일 | 1.0 RC Core                |
| 2009년 9월 15일  | 0.8.4                      |
| 2009년 9월 2일   | 0.8.3                      |
| 2009년 8월 12일  | 0.8.2                      |
| 2009년 6월 16일  | 0.8.1                      |
| 2009년 5월 15일  | 0.8                        |